# Acronicta funestra
Acronicta funestra là một loài bướm đêm trong họ Noctuidae.